# Nový Bydžov
Nový Bydžov là một thị trấn thuộc huyện Hradec Králové, vùng Královéhradecký, Cộng hòa Séc.